# A *New* Program for Graphic Design
A *New* Program for Graphic Design est un ouvrage du graphiste américain David Reinfurt, publié en 2019 par Inventory Press. 

## Génèse du livre
En 2016, Inventory Press propose à David Reinfurt de publier un livre autour de son enseignement à l'université de Princeton, où il enseigne depuis 2010. Reinfurt propose de créer un livre à partir de conférences publiques enregistrées. La production est soutenue par une bourse de la Graham Foundation. 

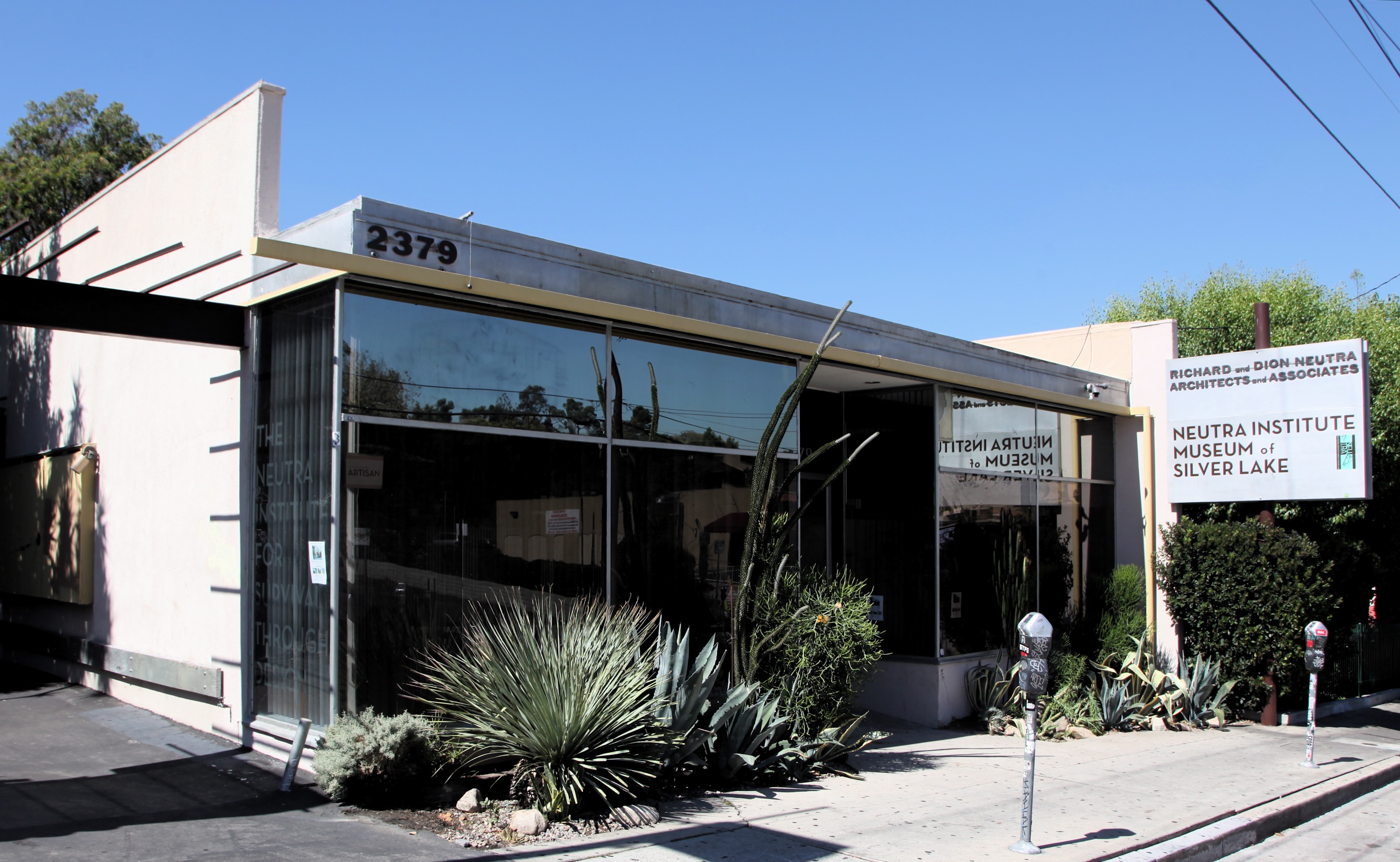
Le lieu qui a accueilli les trois jours de conférences (Neutra Office Building, 2379 Glendale Boulevard, Los Angeles).

Les conférences se déroulent sur trois jours, du 13 au 15 juillet 2018, dans les bureaux de Inventory Press à Los Angeles, situés dans l'ancien studio de l'architecte Richard Neutra. Chaque jour comporte six conférences de 45 minutes, séparées par 15 minutes de pause, qui résument un semestre d'enseignement en une journée.
Le livre sort en septembre 2019, et est présenté à la New York Art Book Fair. David Reinfurt est invité par plusieurs institutions à donner des conférences autour de ce livre, notamment par le Type Directory Club à New York, par AIGA Book Series,  et par le Carpenter Center for the Visual Arts.

## Structure du livre
Le livre est structuré en trois sections, qui correspondent aux cours de base développés par Reinfurt à Princeton, dans l'ordre de leur création: Typography, Gestalt et Interface.
Le livre comporte une préface de Adam Michaels, et un avant-propos d'Ellen Lupton. 

### Partie 1: T-Y-P-O-G-R-A-P-H-Y

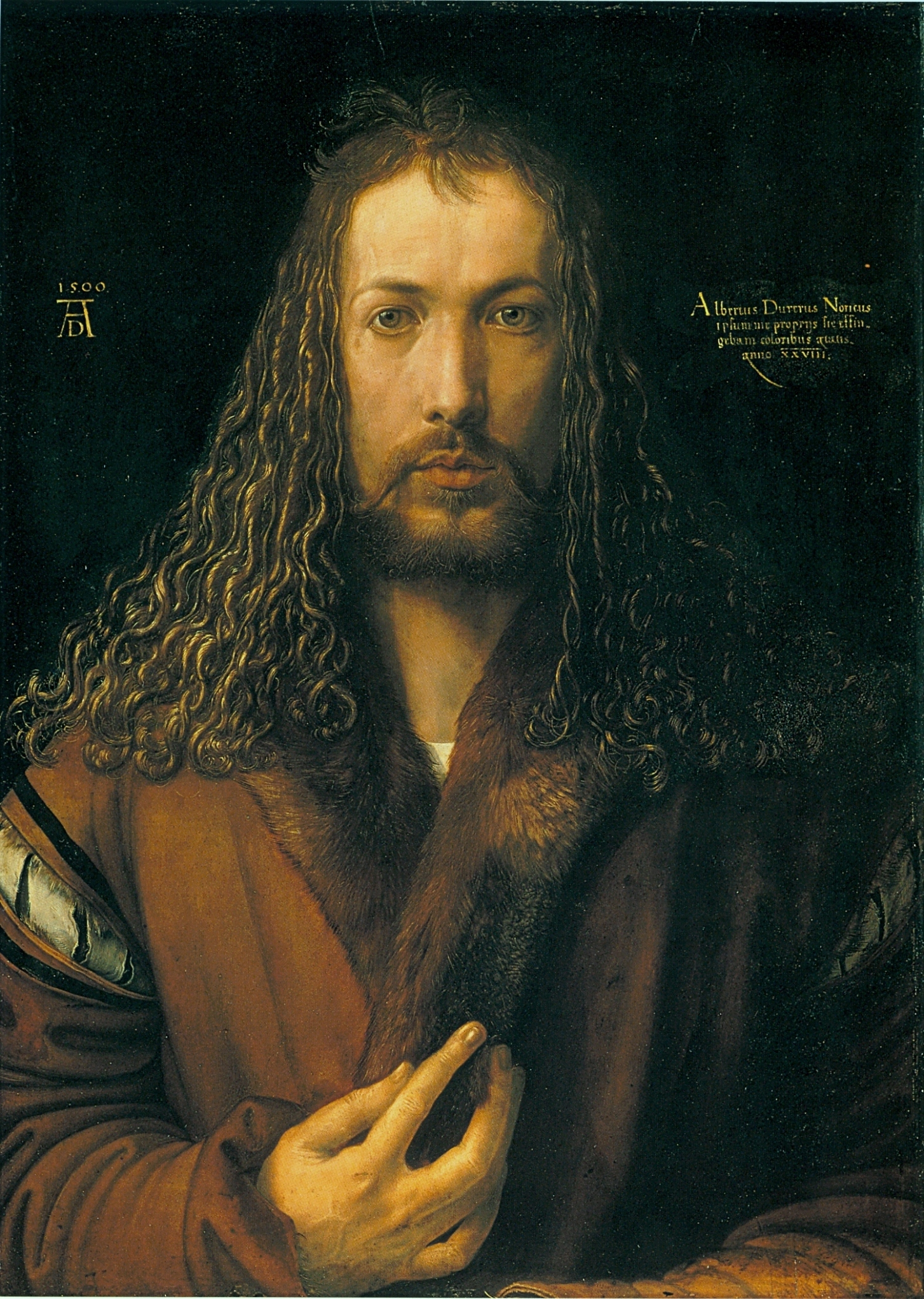
Albrecht Dürer, peintre, graveur et mathématicien de la Renaissance.

Dans cette section, Reinfurt progresse chronologiquement, en décrivant trois modes de production typographique: l'impression au plomb, la photocomposition et la typographie numérique.   
Le premier chapitre, Postmasters, étudie trois personnalités liés à l'impression. Le premier protagoniste est Albrecht Dürer (1471 – 1528), peintre, graveur et mathématicien allemand. Reinfurt fait une description de son œuvre Melencolia I, et commente un écrit majeur de Dürer, Instructions pour la mesure à la règle et au compas, dans lequel celui-ci détaille la construction géométrique des capitales de l'alphabet romain. Il discute ensuite de l'invention de Johannes Gutenberg, l'imprimerie.  
Le deuxième personnage est Benjamin Franklin (1706 – 1790), qui a cumulé les activités d'imprimeur, d'éditeur de journaux et d'almanachs, fut le fondateur d'une bibliothèque municipale (un concept alors novateur), et nommé premier "Maître des Postes" des États-Unis. Reinfurt décrit la manière remarquable dont Franklin a orchestré l'écriture, le graphisme, la production et le réseau de distribution. 

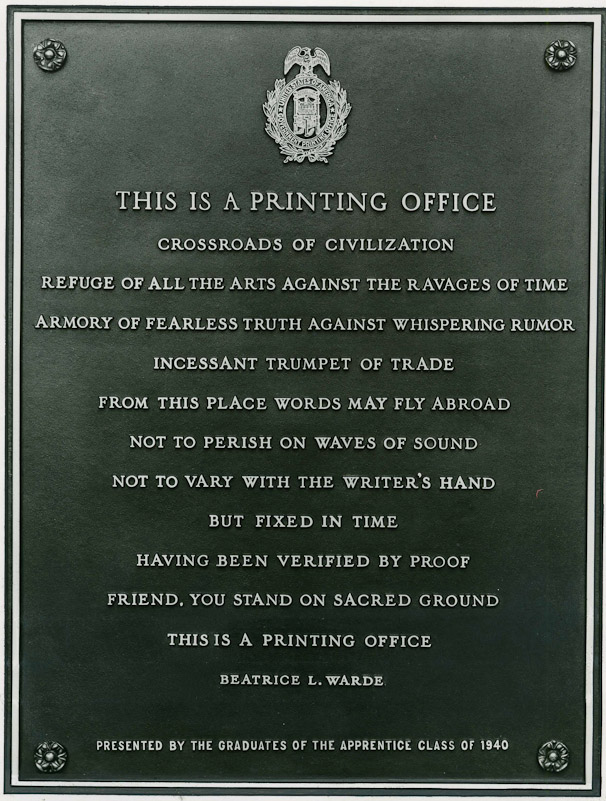
Pamphlet de Beatrice Warde.

La troisième personnalité de ce chapitre est la typographe américaine Beatrice Warde (1900 – 1969). Reinfurt parle de son travail pour American Type Founders, et de sa publication sur les origines du Garamond. En Angleterre, Warde travaille pour Monotype, et devient éditrice des publications de cette entreprise. Reinfurt cite deux de ses textes fameux, "This is a Printing Office", et "The Crystal Goblet, or Printing Should Be Invisible". 
Dans le second chapitre, Reinfurt décrit la transition de l'impression au plomb à la photocomposition (une technologie qui combine le traitement informatique des données et la reproduction photographique), en citant le film Farewell, Etaoin Shrdlu (réalisé par David Loeb Weiss). Ce film documente la production de la dernière édition imprimée au plomb du quotidien New York Times, le 2 juillet 1978.  
Dans les chapitres suivants, Reinfurt disserte sur l'œuvre de László Moholy-Nagy (artiste-designer actif dans la typographie, la photographie, la sculpture cinétique), de Bruno Munari, de Muriel Cooper, et de Donald Knuth (auteur des logiciels typographiques TeX et Metafont).  

### Partie 2: G-E-S-T-A-L-T

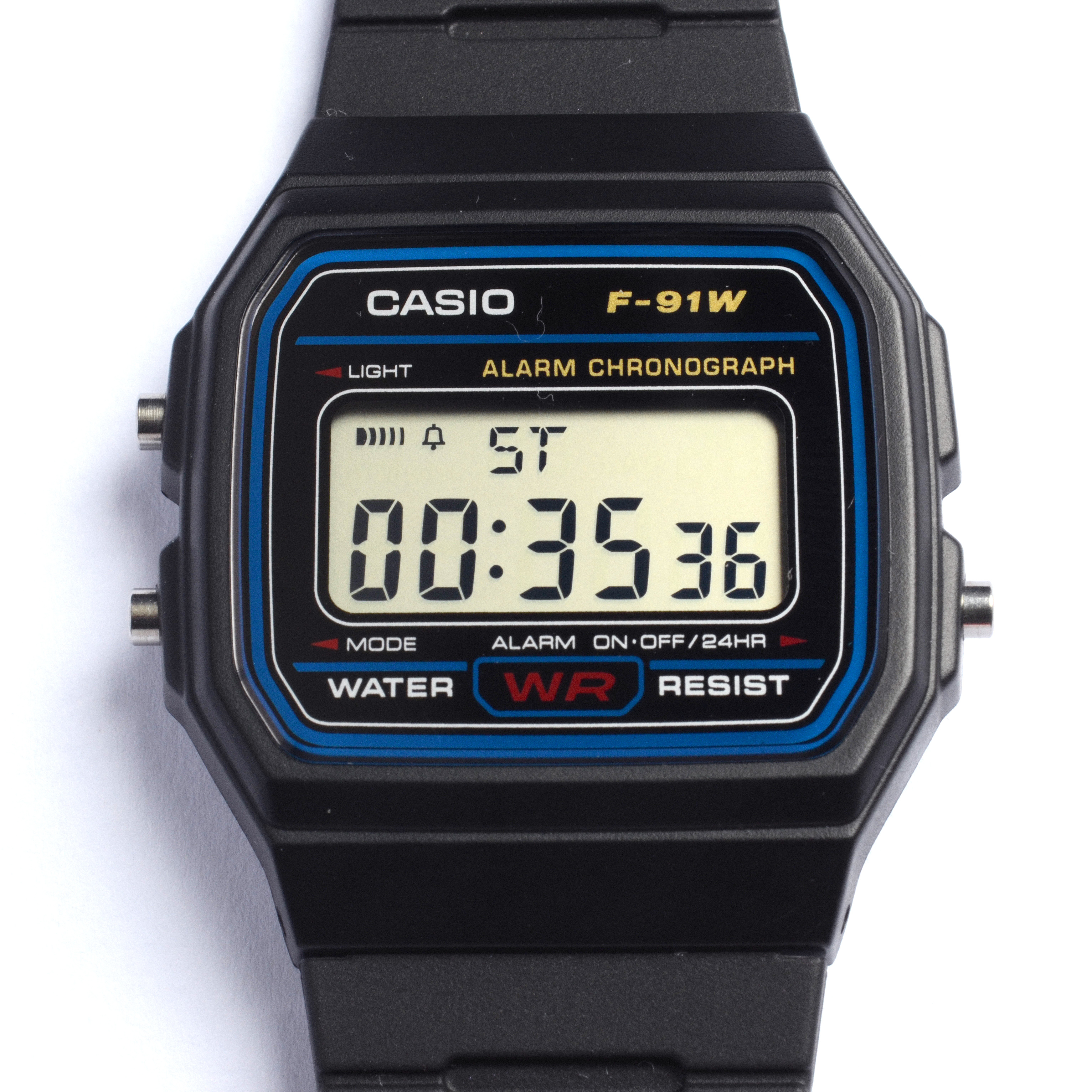
La montre Casio F-91W, citée dans le chapitre G-E-S-T-A-L-T

La deuxième section débute par des réflexions sur la psychologie de la Gestalt. Celle-ci est illustrée par les travaux de Max Bill dans les années 1950 à l'École d'Ulm, et les ouvrages théoriques de Rudolf Arnheim et György Kepes.   
Le chapitre suivant présente le livre A Primer of Visual Literacy (de Donis A. Dondis et Muriel Cooper), et un projet artistique de Dexter Sinister utilisant une montre Casio F-91W modifiée. Reinfurt discute ensuite des travaux de Susan Kare et de Bruno Munari, en particulier l'exposition Arte Programmata.   
Les derniers chapitres citent les travaux de George Corrin, Paul Rand et le Whole Earth Catalog de Steward Brand.

### Partie 3: I-N-T-E-R-F-A-C-E
Cette troisième section, dédiée au design d'interface, débute avec une étude de l'horloge parlante comme exemple d'expérience utilisateur. Reinfurt cite une définition du terme «interface» par Giancarlo Barbacetto tirée de son livre Design Interface en 1987, qui fait référence à la Pierre de Rosette, et à un cadran d'horloge situé à la Place Saint-Marc de Venise. Il évoque également les systèmes de calendrier de la civilisation zapotèque.   

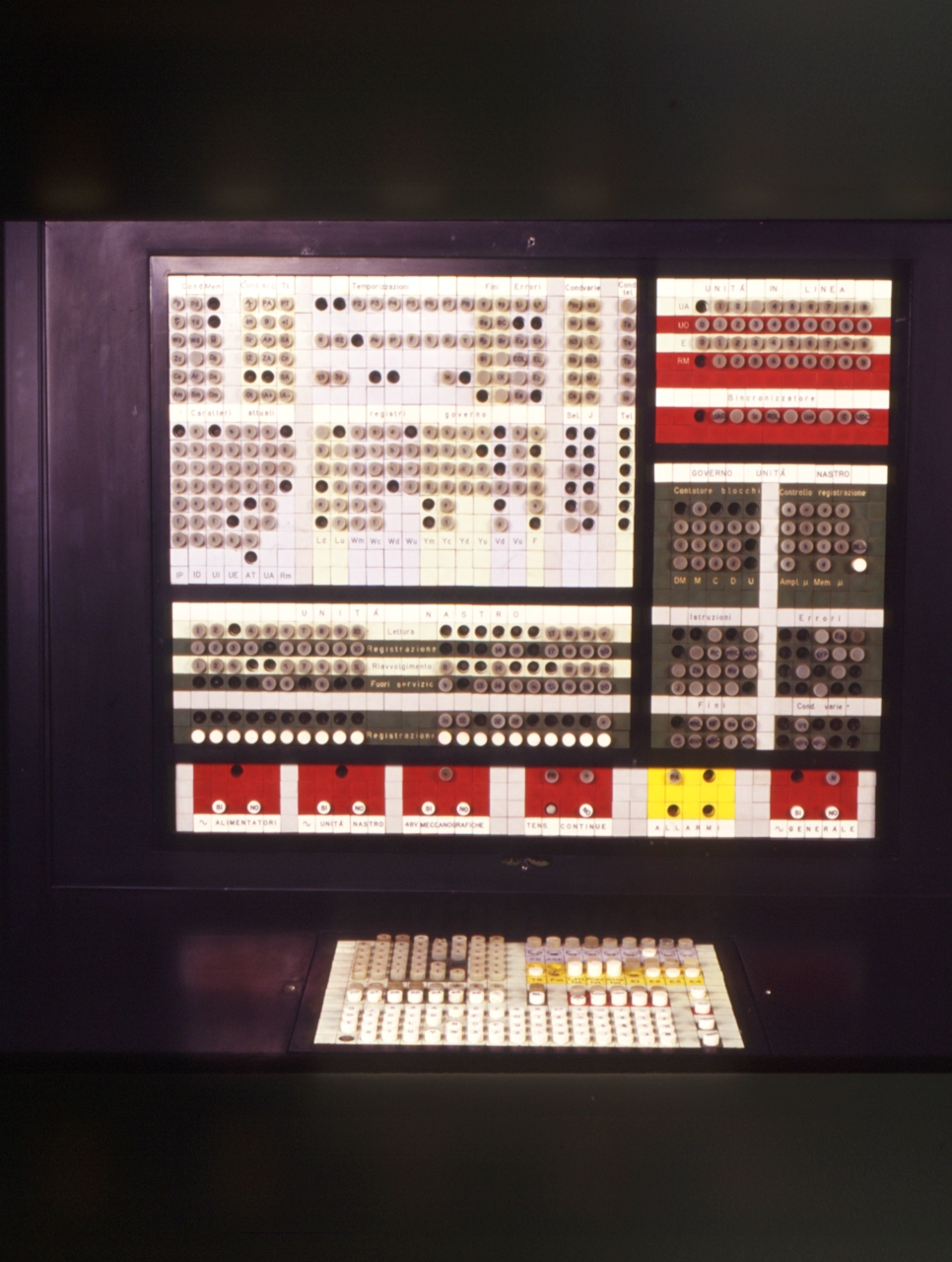
Console de commande et clavier de l'Olivetti Elea 9003 (1958)

Reinfurt décrit la recherche effectuée chez Olivetti pour l'interface de l'ordinateur Elea, et le développement par Bruno Munari du Tetracono, une horloge visuelle conçue pour la marque Danese Milano, à laquelle Reinfurt consacre une étude approfondie.   
Le chapitre Touch Start to Begin est consacré aux interfaces numériques, avec comme exemples une interface développée par IDEO pour la vente de billets MetroCard à New York, sur laquelle Reinfurt a travaillé. Le dernier chapitre, Desktops, Trashcans, revient sur le travail de Muriel Cooper (ses recherches présentées à la première conférence TED en 1994) et de Susan Kare (le design des interfaces du premier Apple Macintosh).  

## Réception critique
Dans sa critique publiée dans Eye Magazine, John-Patrick Hartnett observe que Reinfurt, au lieu de chercher à définir ce qu'est le design graphique, procède à travers la présentation "d'idées, histoires et pratiques". En 2023, Karen Mercado inclut le livre parmi 20 ouvrages essentiels du design.